# Elytrimitatrix fuscula
Elytrimitatrix fuscula là một loài bọ cánh cứng trong họ Cerambycidae.